# Лубяновская, Нина Ивановна
Нина Ивановна Лубяновская (1 сентября 1924, Бондюга, Бондюжский сельсовет, Камаевская волость, Елабужский кантон, Татарская АССР, РСФСР, СССР — 6 июня 2008) — советский и российский вокальный педагог.

## Биография
Окончила Свердловскую консерваторию (1951).
В 1969—1973 гг. заведовала кафедрой сольного пения в Астраханской консерватории, с 1973 г. и до конца жизни — в Новосибирской консерватории, с 1996 г. профессор.
Среди учеников Лубяновской — ряд заметных солистов, в том числе Этери Гвазава, Галина Горчакова, Максим Аксёнов, Валерия Вайгант, солистка Новосибирской оперы Ольга Колобова, солист музыкального театра Республики Карелия Андрей Блаховский. Многие ученики удостоены званий лауреатов всероссийских и международных вокальных конкурсов.